# Pip (Forex)
Ein Pip ist im Devisenhandel der Anglizismus für die letzte Nachkommastelle des Wechselkurses eines Währungspaares.

## Allgemeines
„Pip“ ist ein Fachjargon im Interbankenhandel und die Abkürzung von Prozentpunkt (englisch percentage in point), also die letzte (zweite oder vierte) Nachkommastelle des Wechselkurses, je nachdem, wie viele Nachkommastellen ein Währungspaar aufweist. Beim Währungspaar werden die Währungen gegenübergestellt, für die ein Wechselkurs ermittelt werden soll (beispielsweise EUR/USD). Bei Kursveränderungen dieser Wechselkurse geht es darum, in welchen Mindesteinheiten der Kurs sich aufgrund der Marktentwicklung erhöhen oder verringern muss. Sind Kurse mit einem Komma versehen, heißt die kleinstmögliche Kursveränderung vor dem Komma „Punkt“. Außerdem wird „Pip“ für den minimal möglichen Notierungssprung eines Wechselkurses verwendet.

## Berechnung
Von den „Pips“ hängt die Gewinn- oder Verlustmarge einer Devisentransaktion ab. Diese errechnet sich aus dem Kurs und dem Nennwert eines Geschäftes. Beträgt beispielsweise bei einem Kassageschäft der Geldkurs 1,4601 Euro für 1 US$ und der Briefkurs 1,4604 Euro für 1 US$, so beträgt die Spanne zwischen beiden 3 Pips:
```
   Briefkurs    1,4604
   - Geldkurs   1,4601
   = Pips            3
```

Wird ein Kassageschäft mit einem Nennwert von 1 Million US$ abgeschlossen (entspricht 10 Standard-Lots), so wird der Kursgewinn/Kursverlust für den Kontrahenten 10 mal 3 Pips oder insgesamt 300 US$ betragen.
Die obige Berechnung gilt für die Ermittlung des Pip-Werts, wenn der US-Dollar die Kurswährung ist (die zweite Währung im Währungspaar).
Falls der US-Dollar die Basiswährung ist (die erste Währung im Währungspaar), wie z. B. beim USD/EUR-Paar, ergibt sich der Pip-Wert aus dem Wechselkurs.
(Pip-Wert) = (Pip-Größe) / (Wechselkurs) × (Lot-Größe)
*Beispiel: 0,0001 dividiert durch einen USD/CAD-Kurs von 1,3600 und multipliziert mit einer Standard-Lot-Größe von 100.000 ergibt einen Pip-Wert von 7,35 US-Dollar. Wenn man 100.000 US-Dollar gegen den Kanadischen Dollar zum Kurs von 1,3600 kauft und bei 1,3601 verkauft, erzielt man einen Gewinn von 1 Pip bzw. 7,35 US-Dollar.*
Zusammenfassend hängt der Wert eines Pips von drei Faktoren ab: dem gehandelten Währungspaar, dem aktuellen Wechselkurs und der Größe der Handelsposition (üblicherweise in Lots gemessen).

## Beispiele
Hier eine Auswahl von Notierungssprüngen internationaler Währungen im Verhältnis zum US-Dollar:
| Währung | Pip- Notierungssprung |
| ------- | --------------------- |
| EUR/USD | USD 0.0001            |
| GBP/USD | USD 0.0001            |
| USD/JPY | JPY 0.01              |
| USD/CAD | CAD 0.0001            |
| AUD/USD | USD 0.0001            |
| USD/CHF | CHF 0.0001            |
| USD/IDR | IDR 1                 |
| USD/INR | INR 0.01              |
| USD/RUB | RUB 0.0001            |

Ein Pip ist eine Änderung des Wechselkurses um ±1 an der letzten Stelle im Wechselkurs. Bei Wechselkursen, die genau eine Stelle vor dem Komma haben (z. B. 1,4604 USD/EUR), entspricht dies einer Änderung an der vierten Nachkommastelle, also ±0,0001.
Während die meisten gängigen Währungen einen Pip bei der vierten Nachkommastelle aufweisen, haben Yen oder Indische Rupie einen Pip bei der zweiten Nachkommastelle, die Indonesische Rupiah sogar bei einer ganzen Währungseinheit (oder genauer: ein „Punkt“, weil vor dem Komma).

## Abgrenzung
Für alle anderen Finanzinstrumente als Devisen ist anstelle des Pip der Tick die kleinste mögliche Preisänderung, so an Waren-, Wertpapier- und Energiebörsen.